# 中华双盖蕨
中华双盖蕨（学名：Diplazium chinense）也称中华短肠蕨，为蹄盖蕨科双盖蕨属下的一个种。